# Filosofia anarquista
Filosofia anarquista é um tendência distintiva da filosofia, principalmente da filosofia política, que tem origem e se desenvolve juntamente com os desdobramentos históricos do movimento anarquista. Segundo o filósofo Todd May, a filosofia anarquista é uma filosofia política tática que se produz numa imersão entre o dever ser e o que é de cada circunstância geohistórica, buscando analisar e criticar as condições concretas e institucionais dessas circunstância e entrever futuros alternativos que possam ser realizados, o que é uma característica comum entre filosofias políticas socialistas. Esse modo de filosofia política também reconhece o caráter contingente da história, e busca pensar reflexivamente a situação em que se encontrar e que lhe dá forma; o que o pensador vê de especialmente distintivo na filosofia anarquista é sua recusa de reduzir a análise política à um problema fundamental, e se recusa portanto à localizar um centro singular do poder e circunscrever sua intervenção à este. "O anarquismo é uma 'filosofia tática' porque reconhece a natureza multifacetada e difura do poder e se recusa à reduzir todas as instâncias particulares de opressão à uma forma básica".
Apesar de não ter desenvolvido, e nem pretendido fazê-lo, um sistema de ideias fixo, completo e contido, os anarquistas elaboraram um corpo de ideias e críticas que serve à reflexão de um vasto arranjo de problemas de teorias e circunstâncias sociais, políticas e econômicas. Em razão de sua constituição teórica flexível e aberta, o anarquismo foi acusado de ser uma ideologia 'não-científica', 'utópica' e 'anti-intelectual' por diversas correntes da esquerda e direita. Pensadores anarquistas, por outro lado, criticam a marginalização de escritos que serviram como auto-exprpessão teórica do movimento e articularam relevantes conceitos analíticos e normativos, frequentemente tachadas de mera propaganda por acadêmicos da história e ciências sociais, entre outras disciplinas. Essas elaborações anarquistas, quando incluídas na história do pensamento filosófico, costumam ser referidas de maneira redutiva como "anarquismo clássico", que denominariam o conjunto de ideias de Pierre-Joseph Proudhon, Mikhail Bakunin e Peter Kropotkin, tratando-as como próximas o suficiente para serem tratadas como algo singular - essa abordagem, porém, é denunciada como mito acadẽmico por pesquisadores contemporâneos, como Nathan Jun, que enfatizam a diversidade de proposições anarquistas que sempre animaram os debates internos do movimento, como também os desdobramentos contínuos dessas ideias que não podem ser catalogadas sob o adjetivo de 'clássico'.

## Crítica ao "Anarquismo filosófico"
O termo 'anarquismo filosófico' (philosophical anarchism) foi popularizado no século dezenove pelos autores individualistas associados ao jornal Liberty, principalmente Benjamin Tucker. Apesar do nome, o anarquismo filosófico não se reduzia à uma teoria, denominava, mais precisamente, uma oposição de princípios ao Estado e o capitalismo, e suas manifestações coercívas. Entretanto, em contraste com o anarquismo propriamente, defendiam uma superação 'evolucionária' e pacífica do Estado capitalista, ao invés da estratégia revolucionária do restante do movimento. Apesar dessa origem, e, em grande parte, independentemente dela, o termo 'anarquismo filosófico' tem tido usos relevantes no debate filosófico anglofóno contemporâneo, associado fundamentalmente à teoria libertarianista, e pensadores como Robert Nozick e Robert Paul Wolff. Essa corrente foi resumida enquanto um "(...) ceticismo em relação à legitimidade e autoridade dos Estados", seja os Estados atualmente existentes, ou ao Estado por definição.
O uso do termo na literatura acadêmica frequentemente implica um diferenciação entre o 'anarquismo filosófico' e o 'prático', associado ao movimento anarquista histórico. Essa distinção é criticada por filósofos anarquistas por criar uma exclusão do movimento anarquista do campo da filosofia política, e tratá-lo como uma atitude pré-teórica e indígna de atenção. O que resulta disso é uma corrente teórica descrita como 'inerte' e desconectada da origem de sua terminologia. A própria definição de 'anarquismo' como essencialmente uma oposição ao Estado é rejeitada por pensadores anarquistas como uma forma de reducionismo e esvaziamento, dado que o movimento anarquista propriamente dito se define por um projeto político positivo de superação de estruturas assimétricas de poder e práticas coercivas, manifestadas em um vasto arranjo de formas encontradas nas dimensões sociais, econômicas e políticas da humanidade.

## Autores

### Mikhail Bakunin

#### Trajetória
Mikhail Bakunin é possivelmente a figura mais notória da história do anarquismo, e ao lado de seu engajamento político, possuiu também amplas relações com importantes intelectuais europeus da sua época, e um papel significativo no desenvolvimento da história da filosofia no século XIX. Ele é representativo de um amplo grupo de intelectuais Russos influenciados por Hegel, como Ivan Turgenev, Alexander Herzen, Vissarion Belinsky e Dostoiévski.
Bakunin iniciou seus estudos filosóficos na Universidade de Moscou, em 1835, onde conheceu e foi influênciado pelo circulo de estudantes em torno do poeta e filósofo Nikolai Stankevich, que teve uma influência importante na difusão do pensamento de Georg Wilhelm Friedrich Hegel na Rússia da época. Bakunin cultivou um interesse pela filosofia alemã, abrangendo o estudo de Kant, Fichte e Schelling. Ele chegou à traduzir para o Russo, em 1836, o texto de Fichte Lições sobre a vocação acadêmica, como também traduziu, em 1838, os textos das Lições de Ginásio de Hegel, dadas pelo filósofo no colégio de Nuremberg, para o qual Bakunin escreveu um prefácio, onde expõe suas primeiras reflexões sobre o uso crítico da filosofia para combater da alienação moderna. Em 1840 ele foi estudar na Universidade de Berlim, onde conheceu alguns dos principais alunos de Hegel. Em Estatismo e Anarquia Bakunin oferece um testemunho da sua experiência em Berlim, e do lugar da universidade em meio à política da Prússia de então. Ele frequentou as aulas do hegeliano Karl Werder, e também, brevemente, de Schelling.
As pesquisas acadêmicas sobre o pensamento de Bakunin tem comumente dividido seu período de estudos filosóficos em Berlim da sua radicalização tardia e desenvolvimento da teoria anarquista. Outras abordagens afirmam uma maior continuidade na formação filosófica e política de Bakunin, indicando seu conhecimento prévio do pensamento Hegeliano ainda em Moscou.

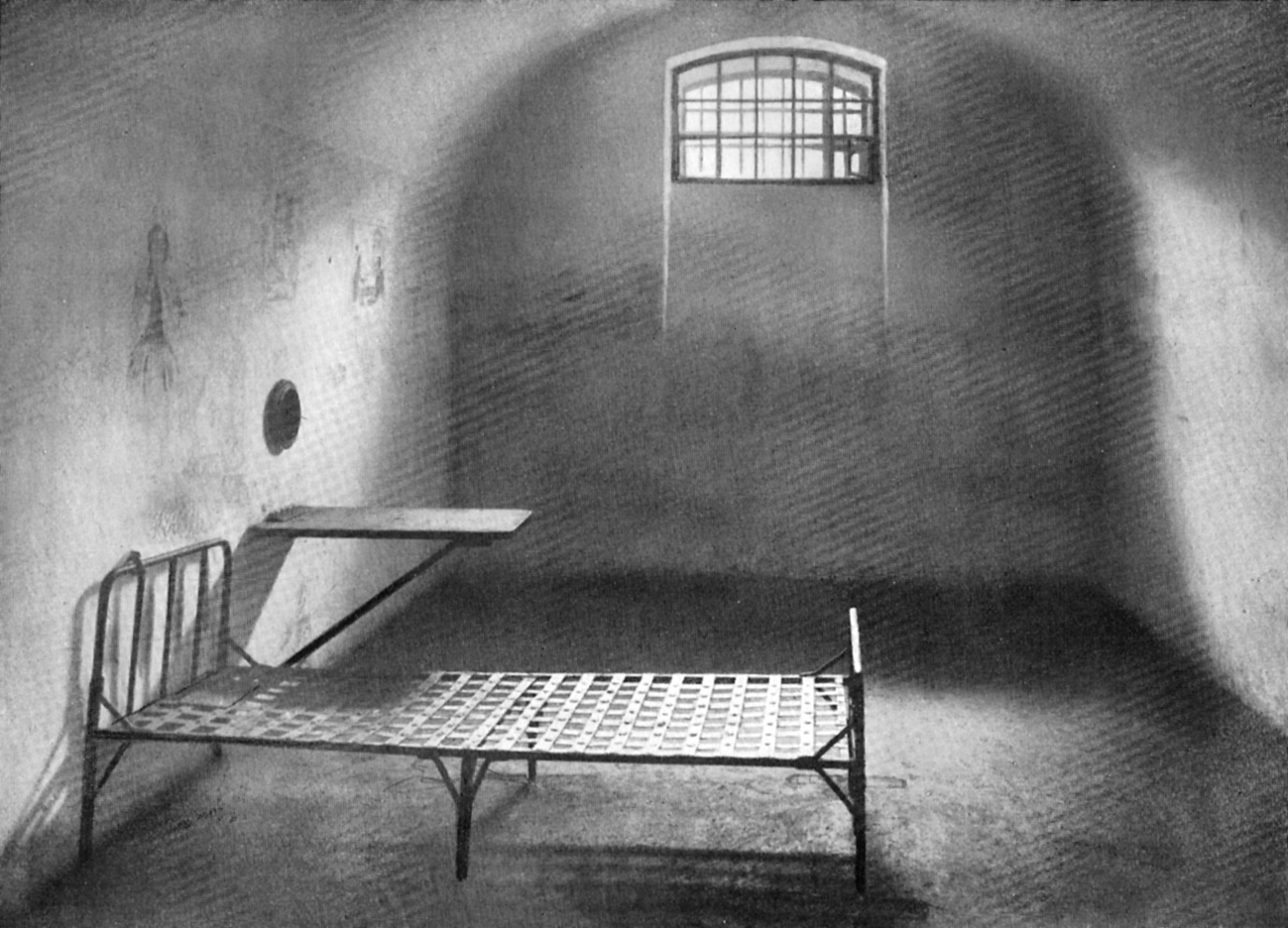
Cela em que Bakunin ficou confinado na Fortaleza de Pedro e Paulo.

Entre 1842 e 1844 Bakunin viveu em Dresden, onde trabalhou junto com Arnold Ruge na publicação de um jornal, em seus artigos ele expunha sua apreciação da filosofia hegeliano, tratando-a como o auge da filosofia de sua época, em que a concepção de dialética e a explicação imanente da história favoreceriam um movimento do pensamento para a ação no mundo, e constituiria um apelo para a rebelião contra a ordem repressiva do mundo. No inicio de 44 o jornal foi proibido, e tanto Bakunin como Ruge se mudaram para Paris. Lá eles conheceram Proudhon e Karl Marx, que passaram à influenciar profundamente Bakunin. Nesse mesmo ano o governo da Rússia ordenou o retorno de Bakunin ao país, que foi logo condenado in absentia ao não cumprir com a ordem. Em 1847 ele foi expulso da França, e passou para Bruxelas, após criticar publicamente o Estado russo pela repressão dos Poloneses. Esse foi um momento de intensa atividade política para Bakunin, que viajou por diversos países encorajando insurreições. Ele acabou preso em 1849 e extraditado para a Rússia, onde ficou detido na Fortaleza de São Pedro e São Paulo até 1857, quando foi exilado na Sibéria, escapando apenas em 1864. É nesse período após a fuga que Bakunin passou à morar em diversos lugares da Europa ocidental, e teve o auge de seu engajamento político no movimento socialista e no estabelecimento do anarquismo.

#### Crítica ao Idealismo
A crítica do idealismo foi um dos pontos centrais da filosofia madura de Bakunin, seus escritos desse período, como Deus e o Estado (1871), são permeados pela defesa do materialismo na forma que era concebido nas ciências naturais de sua época, acima de tudo pelo evolucionismo Darwinista. Bakunin promove uma explicação imanente do humano, localizando-o no contínuo do desenvolvimento da natureza, enquanto a forma mais complexa existente no momento. Bakunin afirma, ainda assim, em acordo com Hegel, que o desenvolvimento do humano representa um distanciamento da natureza animal, e uma negação gradual dessa animalidade, processo necessário para a formação do espírito. Em Deus e o Estado, Bakunin trabalha esse tema através da interpretação do mito bíblico da Queda do homem, reafirmando alguns elementos da interpretação que Hegel havia feito antes.

## Filósofos anarquistas e de inspiração libertária
- Nathan Jun

- Catherine Malabou

- Todd May

- Chiara Bottici

- Miguel Abensour

- Max Stirner

- Gustav Landauer

- Emma Goldman

- Erich Mühsam

- Mário Ferreira dos Santos

- Noam Chomsky

- Murray Bookchin

- Simone Weil

- John Clark

- Silvia Federici

- Fredy Perlman

- Jacques Ellul

- Saul Newman

- Tiqqun

- Albert Camus

- Alan Carter

- Crispin Sartwell

- Voltairine de Cleyre

- Silvia Rivera Cusicanqui

- Süreyyya Evren

- Miguel Amorós

- Eduardo Colombo

- Peter Gelderloos

- Daniel Guérin

- Ivan Illich

- Alfredo Gómez Muller

- Silvio Gallo
- Jesse S. Cohn

- Daniel Colson

- Raoul Vaneigem

- Guy Debord

- Salvo Vaccaro

- Paul Mclauglin

- Cornelius Castoriadis